# Listers härads tingshus

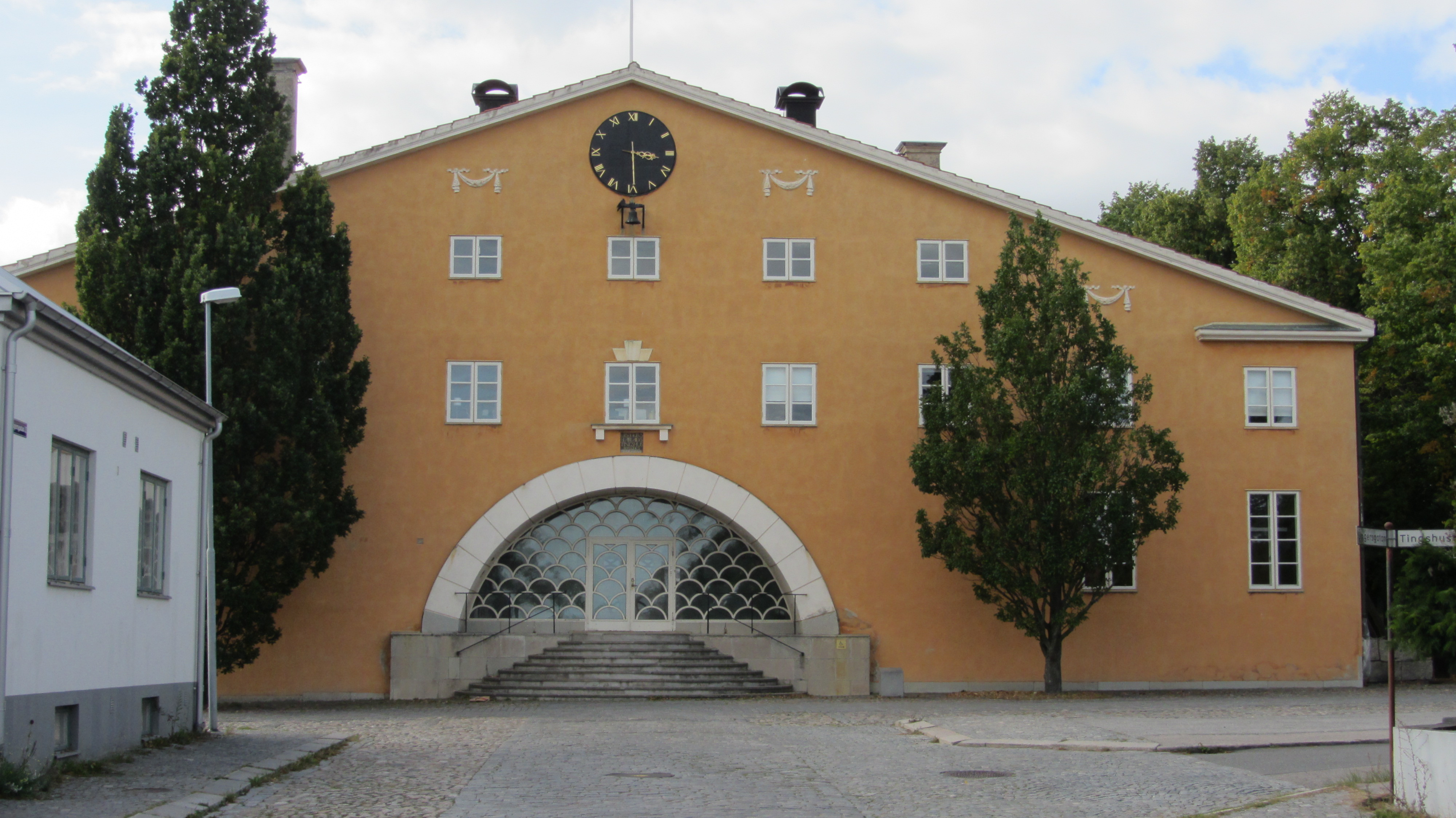
Listers härads tingshus 2012

Listers härads tingshus ligger i Sölvesborg i Blekinge. Byggnaden, som uppfördes 1919-1921 efter ritningar av Gunnar Asplund, anses som ett av Sveriges främsta exempel på hus i tjugotals-klassicistisk stil. Det finns även omnämnt i flera internationella sammanställningar över 1900-talets arkitektur.
Tingshuset är uppfört i fonden av Ungersgatan i centrala Sölvesborg och karakteriseras av en stor tempelliknande gavel och ett halvmåneformat valv som entré. Det är för övrigt ett något annorlunda arkitektoniskt grepp att låta en gavel utgöra huvudfasaden, vilket gör att huset uppfattas som större än vad det i själva verket är. Byggnadens plan utgörs av en rektangel som delvis omsluter en cirkelformad rättssal som sticker ut på baksidan av byggnaden. Interiören präglas av ljus från stora fönster, träpanelerade väggar och välgjorda interiöra detaljer som även de är ritade av Asplund.
Tingshuset förklarades som byggnadsminne 1993 och fungerade som domstolsbyggnad till 2001 då verksamheten flyttades till Karlshamn.
Numera används tingshuset av Sölvesborgs musikskola.